# Přírodní park Svratecká hornatina
Přírodní park Svratecká hornatina je chráněná přírodní oblast na rozhraní Jihomoravského kraje a Kraje Vysočina, o rozloze 371 km², v Hornosvratecké vrchovině s nepatrným přesahem do Boskovické brázdy. Původně byla vyhlášena roku 1990 na ploše 100,7 km², k přehlášení a rozšíření došlo roku 1995.
Prostírá se na povodí Svratky v prostoru mezi městy Bystřice nad Pernštejnem, Polička, Bystré, Kunštát a Tišnov. Na severozápadě navazuje na chráněnou krajinnou oblast Žďárské vrchy, na severovýchodě na přírodní park Údolí Křetínky a na východě na přírodní park Halasovo Kunštátsko a přírodní park Lysicko. Na mnoha mapách je vyznačen okrajový přesah území parku do okresu Svitavy v Pardubickém kraji (na území obce Korouhev), zde ale vyhlášen není.

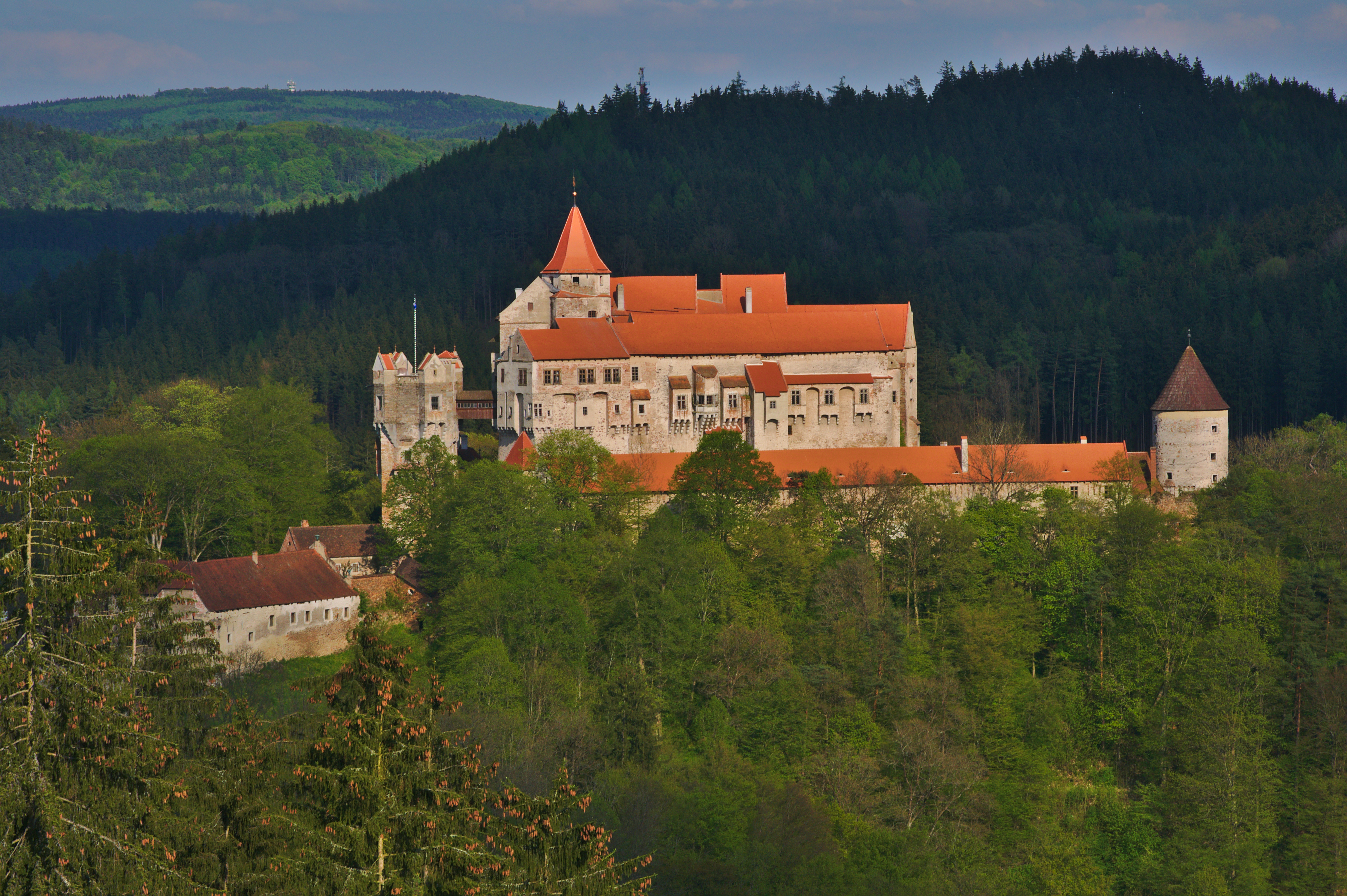
Pernštejn z vyhlídky Maria Laube

Na území přírodního parku Svratecká hornatina se, mimo jiné, nachází hrad Pernštejn a významná vodárenská nádrž Vír I.

## Chráněná území

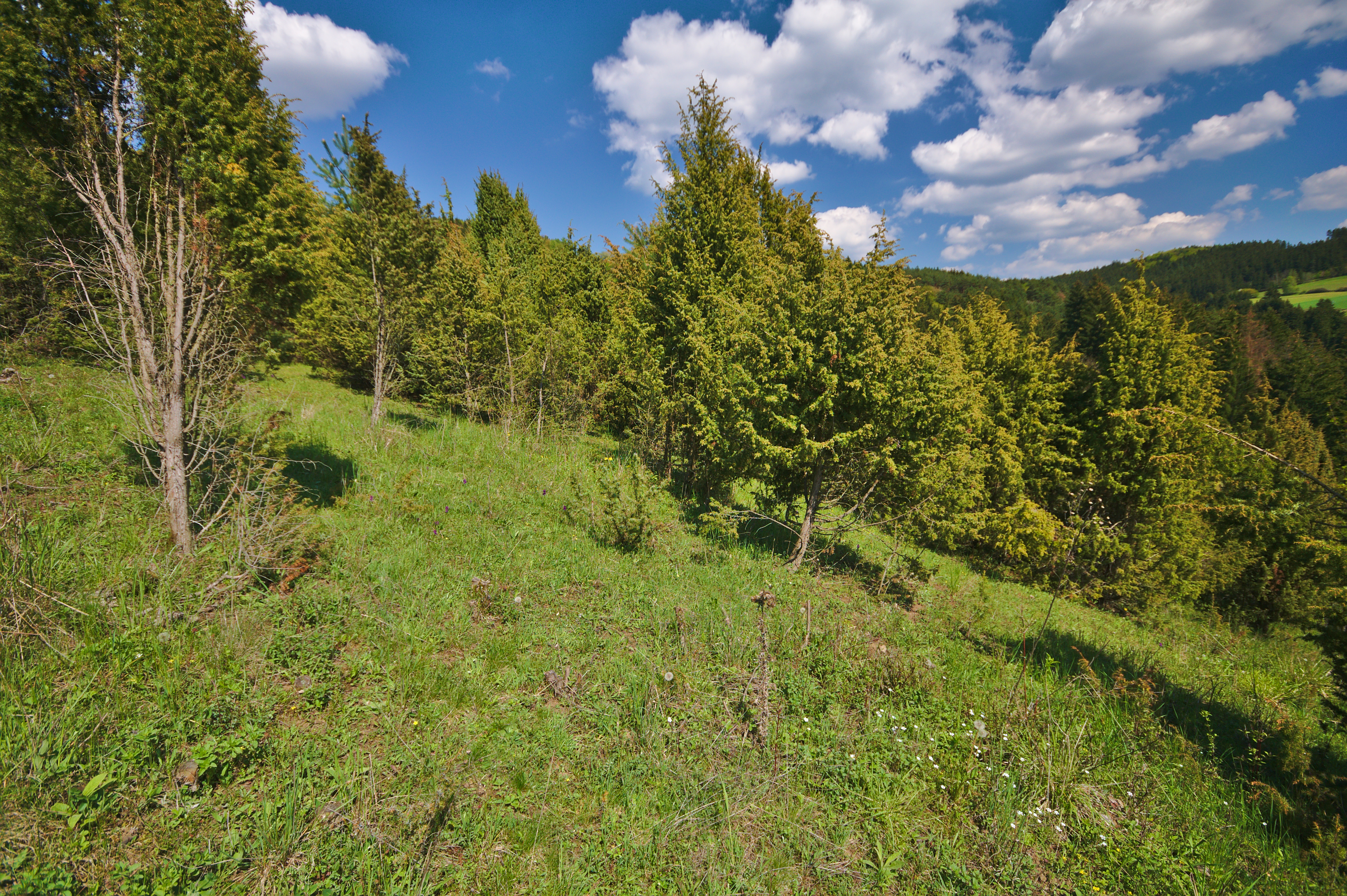
Národní přírodní památka Švařec

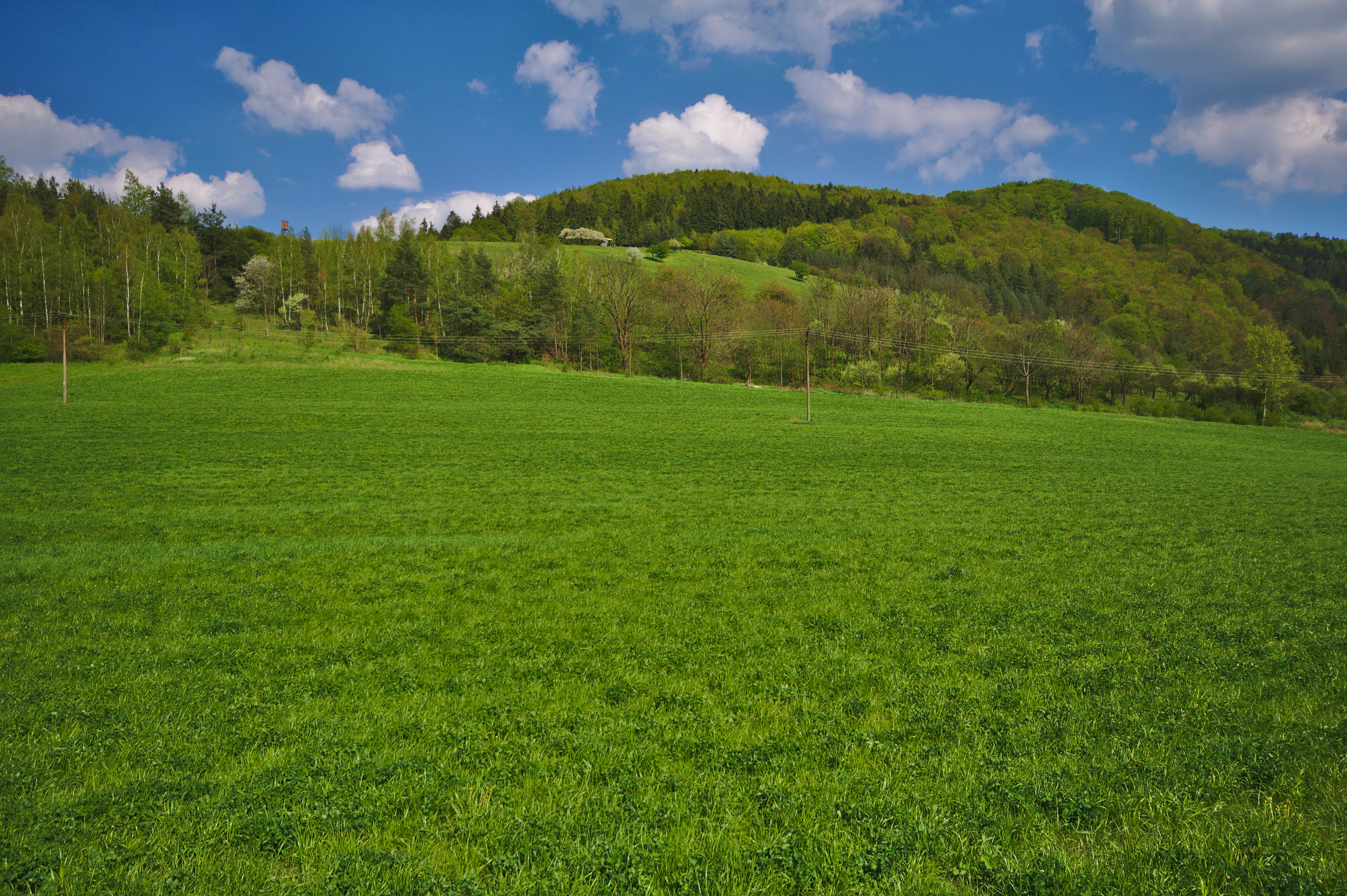
Přírodní památka U Hamrů

V území přírodního parku Svratecká hornatina se nachází několik maloplošných zvláště chráněných území:
- Národní přírodní památka Švařec
- Přírodní rezervace Čepičkův vrch a údolí Hodonínky
- Přírodní rezervace Ochoza
- Přírodní rezervace Ploník
- Přírodní rezervace Pod Sýkořskou myslivnou
- Přírodní rezervace Sokolí skála
- Přírodní památka Údolí Chlébského potoka
- Přírodní rezervace Vírská skalka
- Přírodní památka Dědkovo
- Přírodní památka Dobrý studně
- Přírodní památka Habrová
- Přírodní památka Hersica
- Přírodní památka Horní Židovka
- Přírodní památka Hrádky
- Přírodní památka Javorův kopec
- Přírodní památka Kačiny
- Přírodní památka Klášterce
- Přírodní památka Kocoury
- Přírodní památka Křižník
- Přírodní památka Lhotské jalovce a stěny
- Přírodní památka Loucká obora
- Přírodní památka Louky u Polomu
- Přírodní památka Luzichová
- Přírodní památka Nad Berankou
- Přírodní památka Nad koupalištěm
- Přírodní památka Na Ostrážné
- Přírodní památka Nyklovický potok
- Přírodní památka Ostražka
- Přírodní památka Padělky
- Přírodní památka Pilský rybníček
- Přírodní rezervace Údolí Chlébského potoka
- Přírodní památka Svratka
- Přírodní památka Sýkoř
- Přírodní památka U Hamrů
- Přírodní památka Veselská lada
- Přírodní památka Veselský chlum
- Přírodní památka Zámecký les v Lomnici

## Flóra
Území se nachází ve 4. bukovém až 5. jedlobukovém vegetačním stupni. Na území se nacházejí zbytky přirozených lesů, polokulturních lesů a travinobylinných lad.

## Geomorfologie
Přírodní park leží v Sýkořské hornatině, Vírské vrchovině a v údolí řeky Svratky, nejvyšším bodem je vrchol Horní les u Rovečného s výškou 772 m n. m.

## Geologie
Podklad je tvořen převážně rulami, místy se vyskytují krystalické vápence.

## Fotogalerie

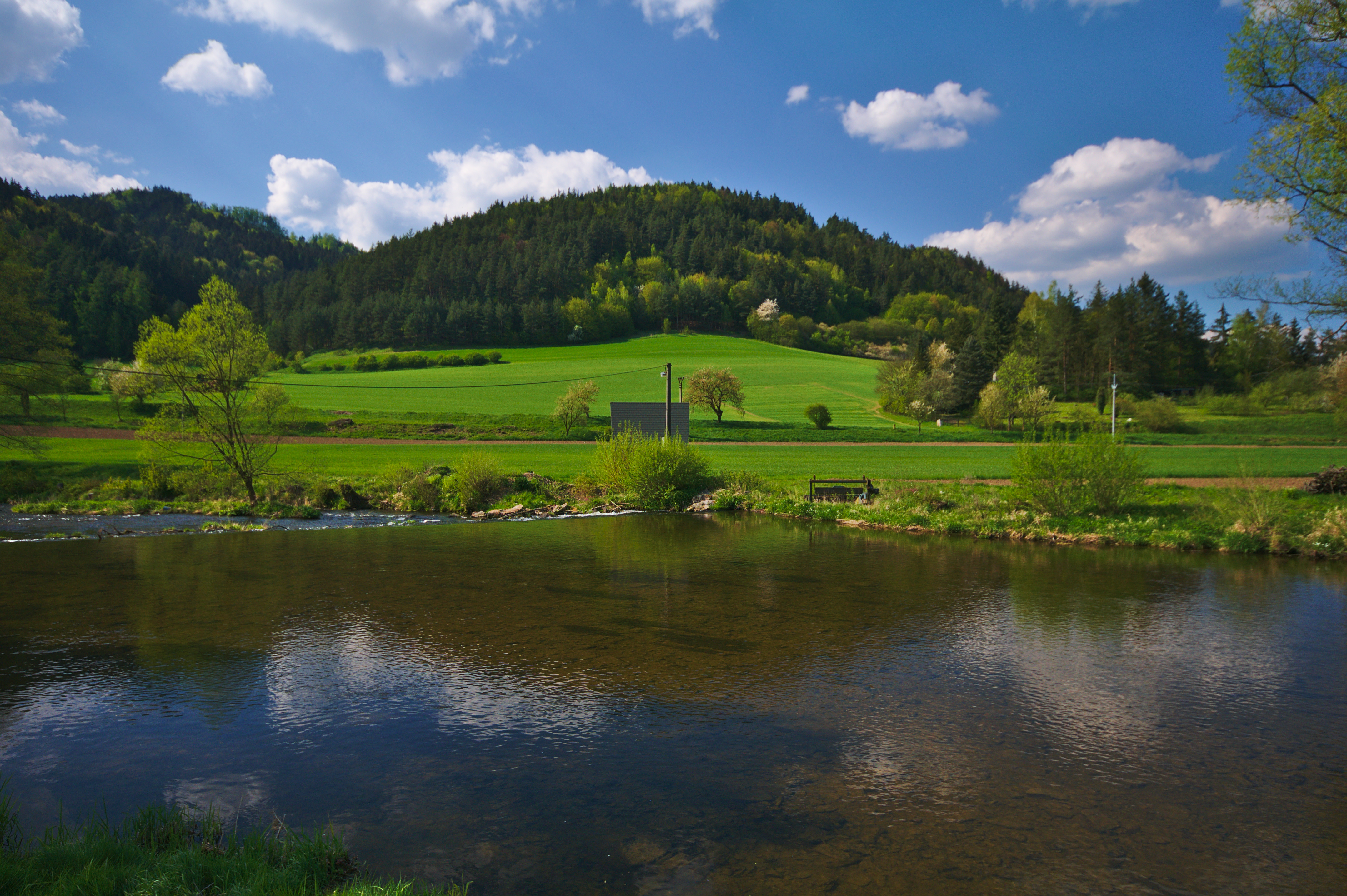
Řeka Svratka v přírodním parku
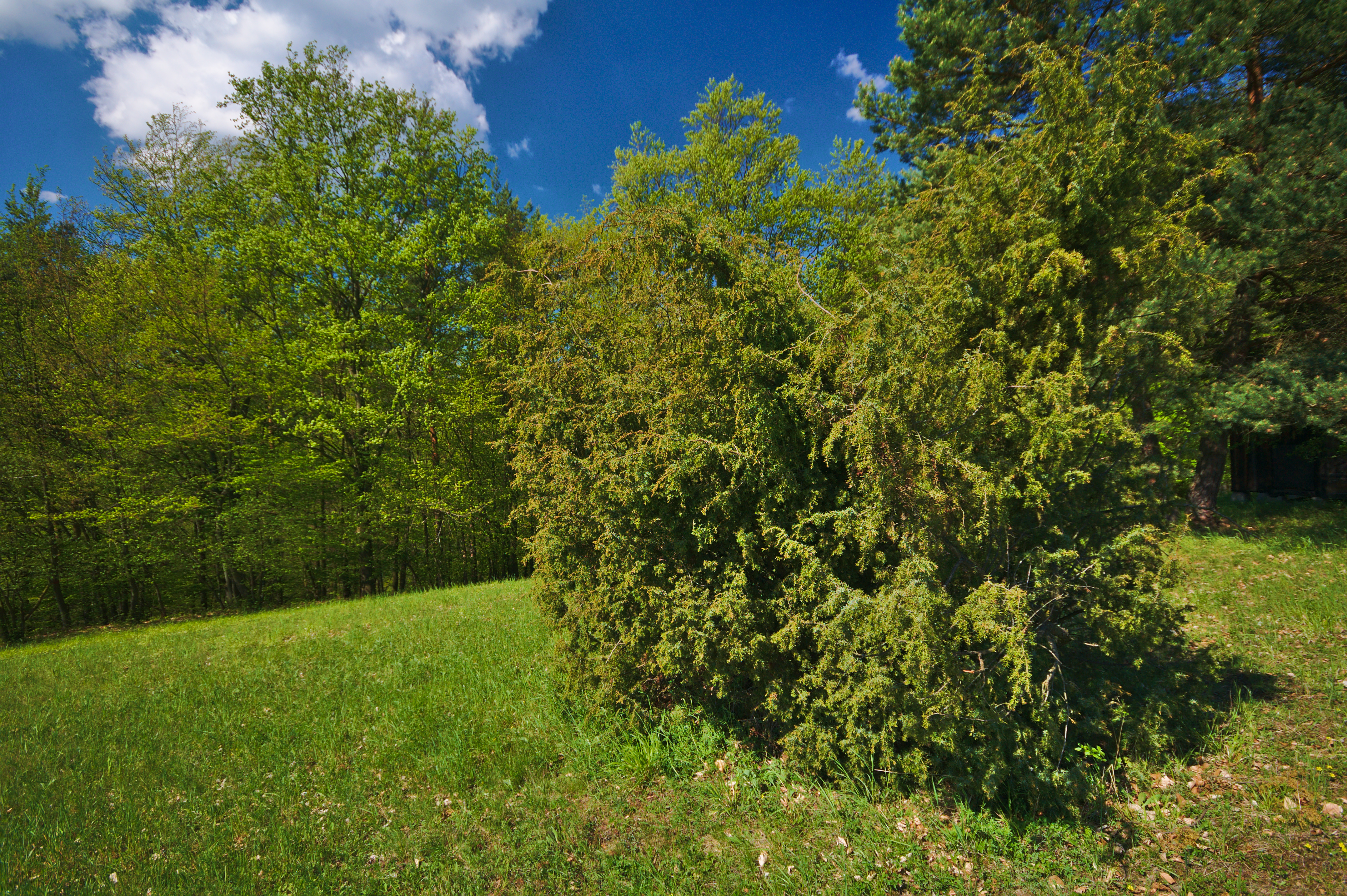
Přírodní památka Křižník
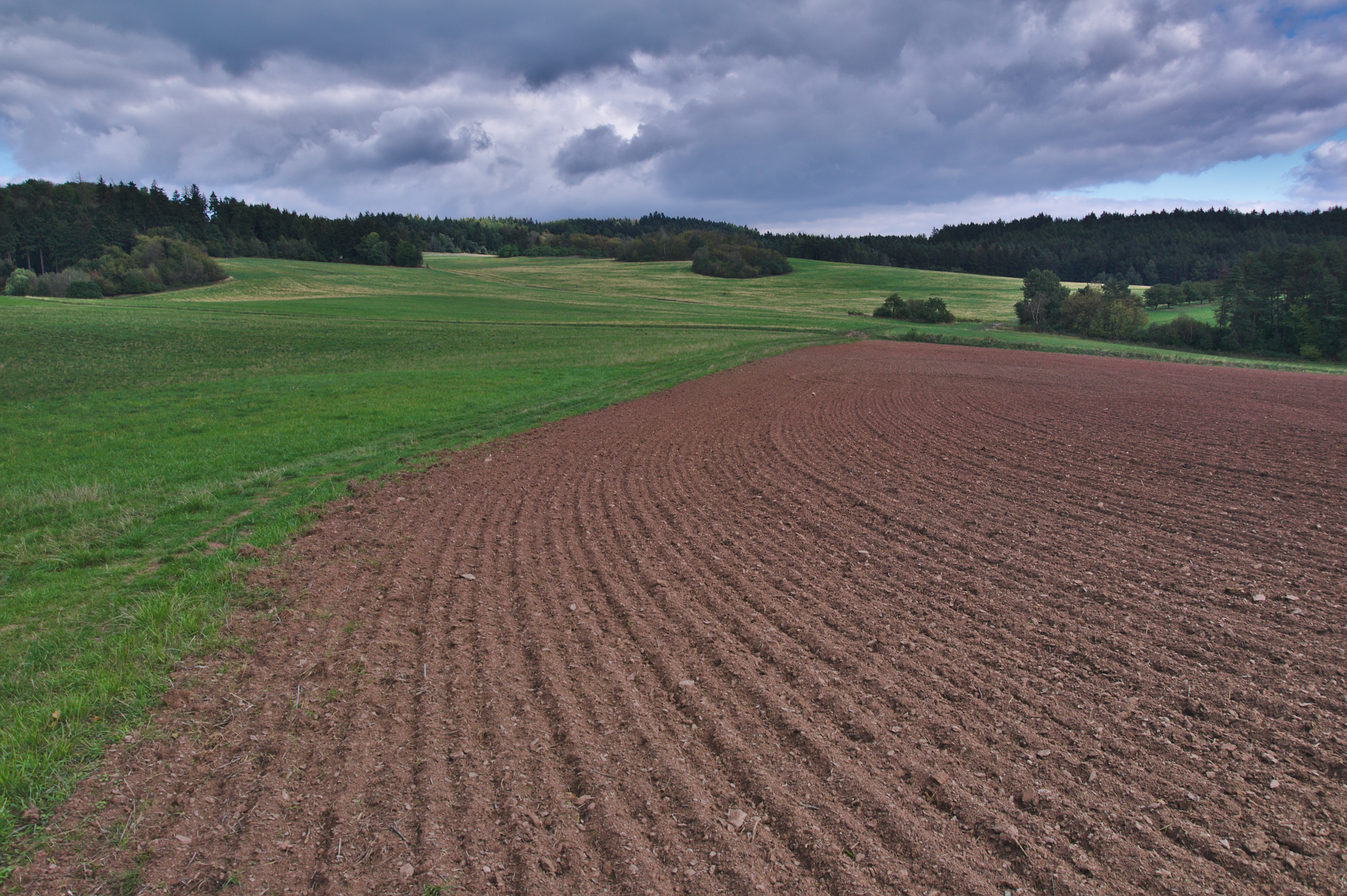
Krajina v okolí obce Strhaře
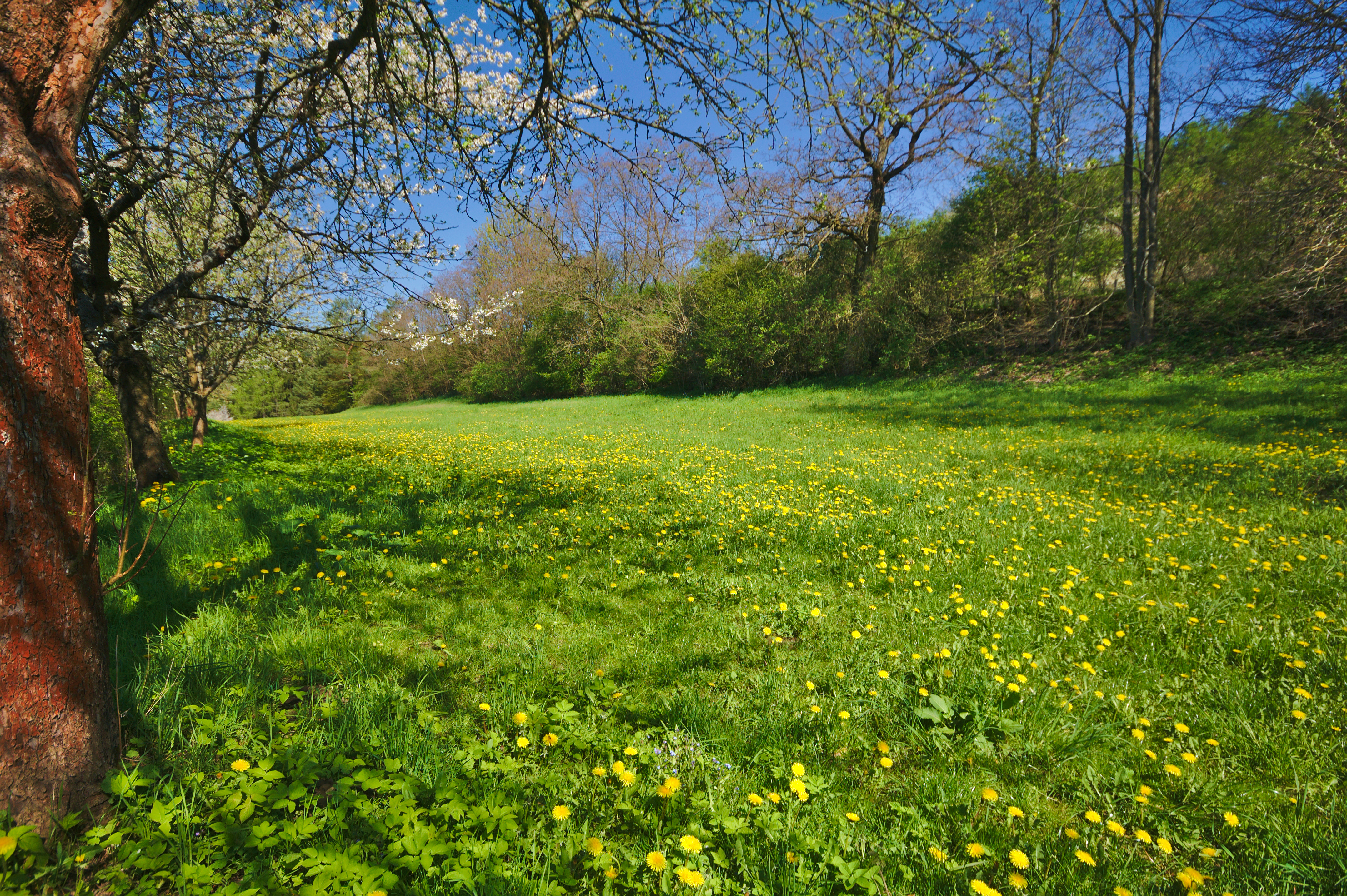
Přírodní památka Lhotské jalovce a stěny
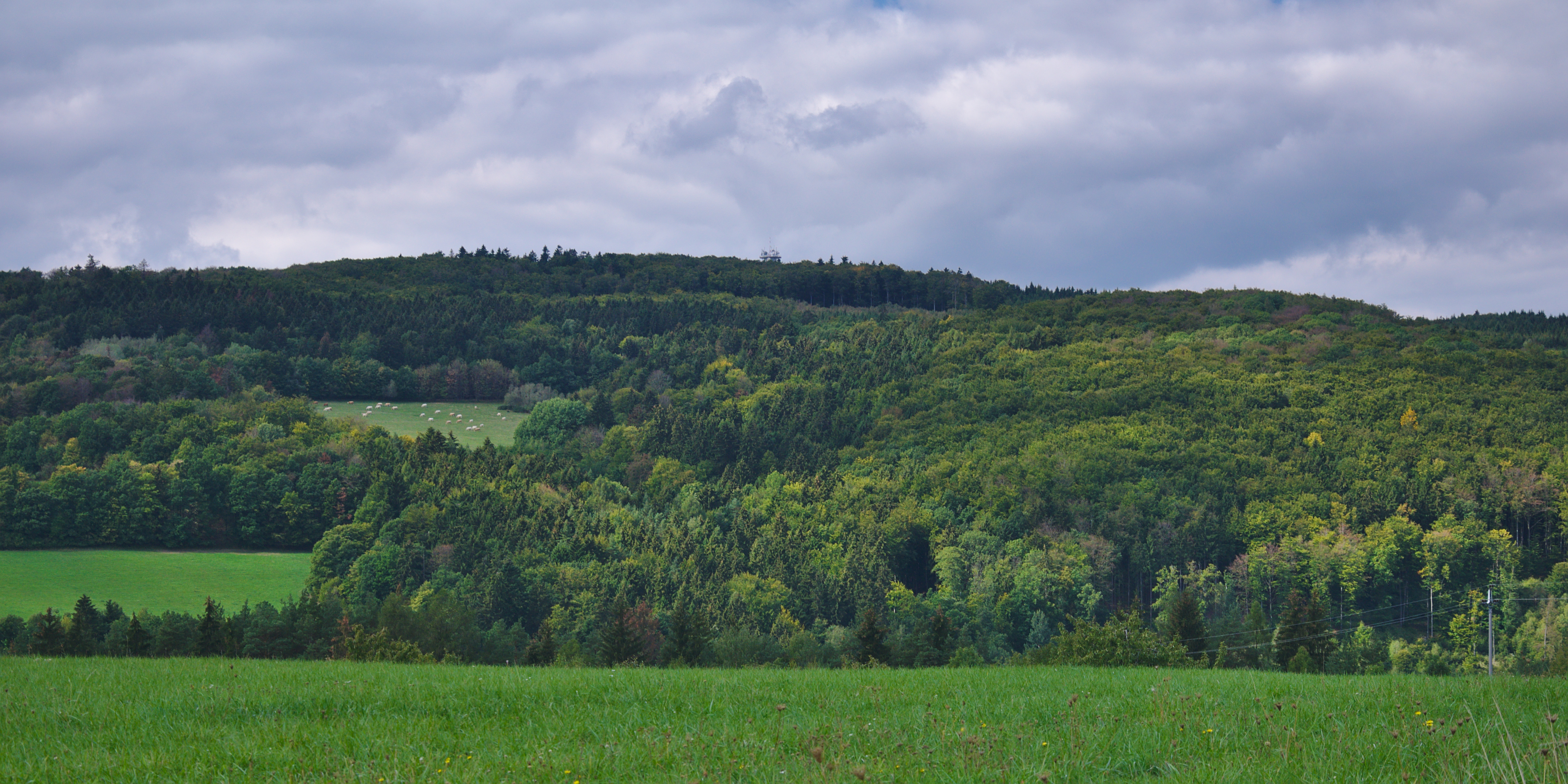
Vrchol Sýkoř
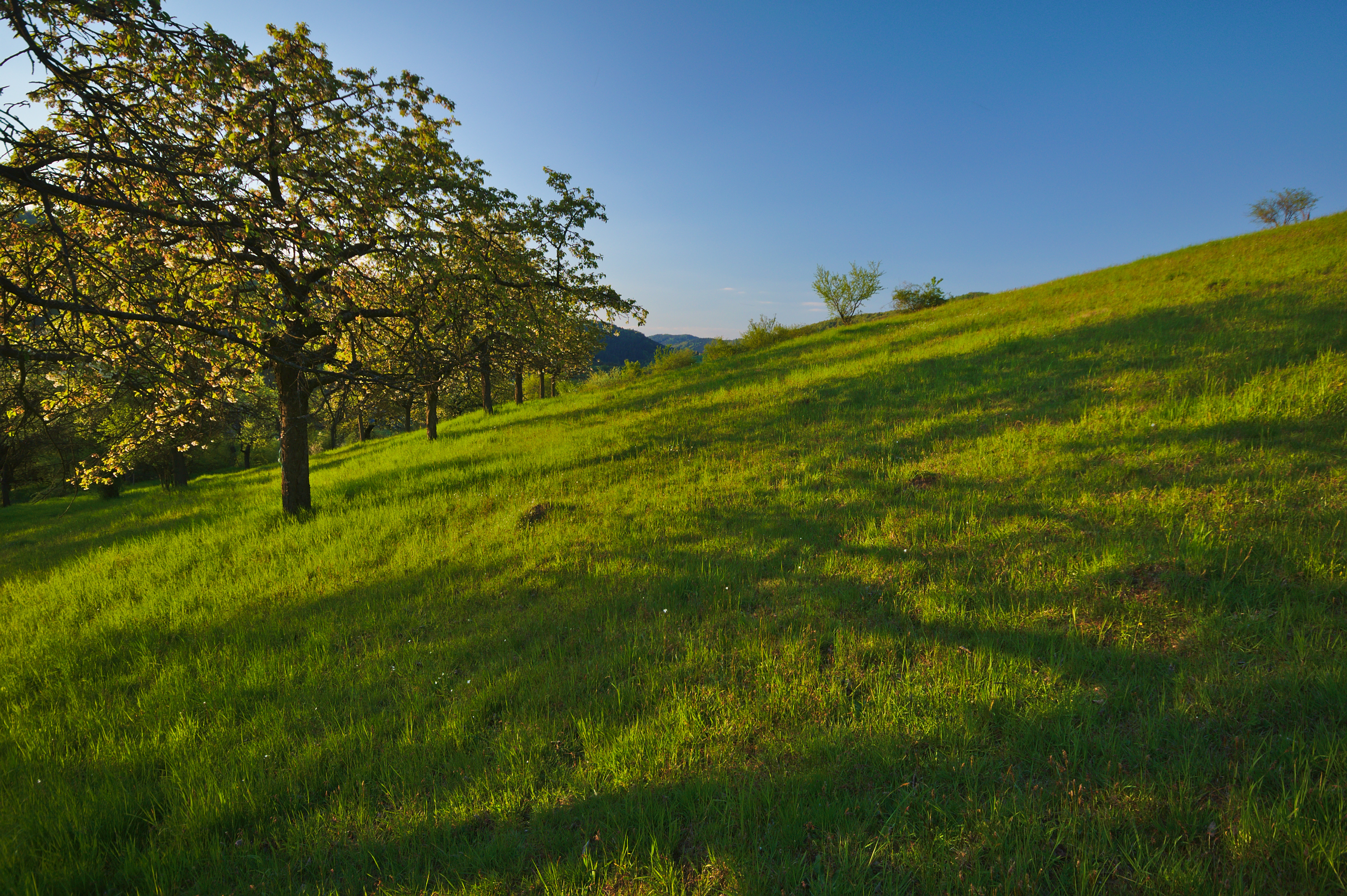
Přírodní památka Nad Koupalištěm
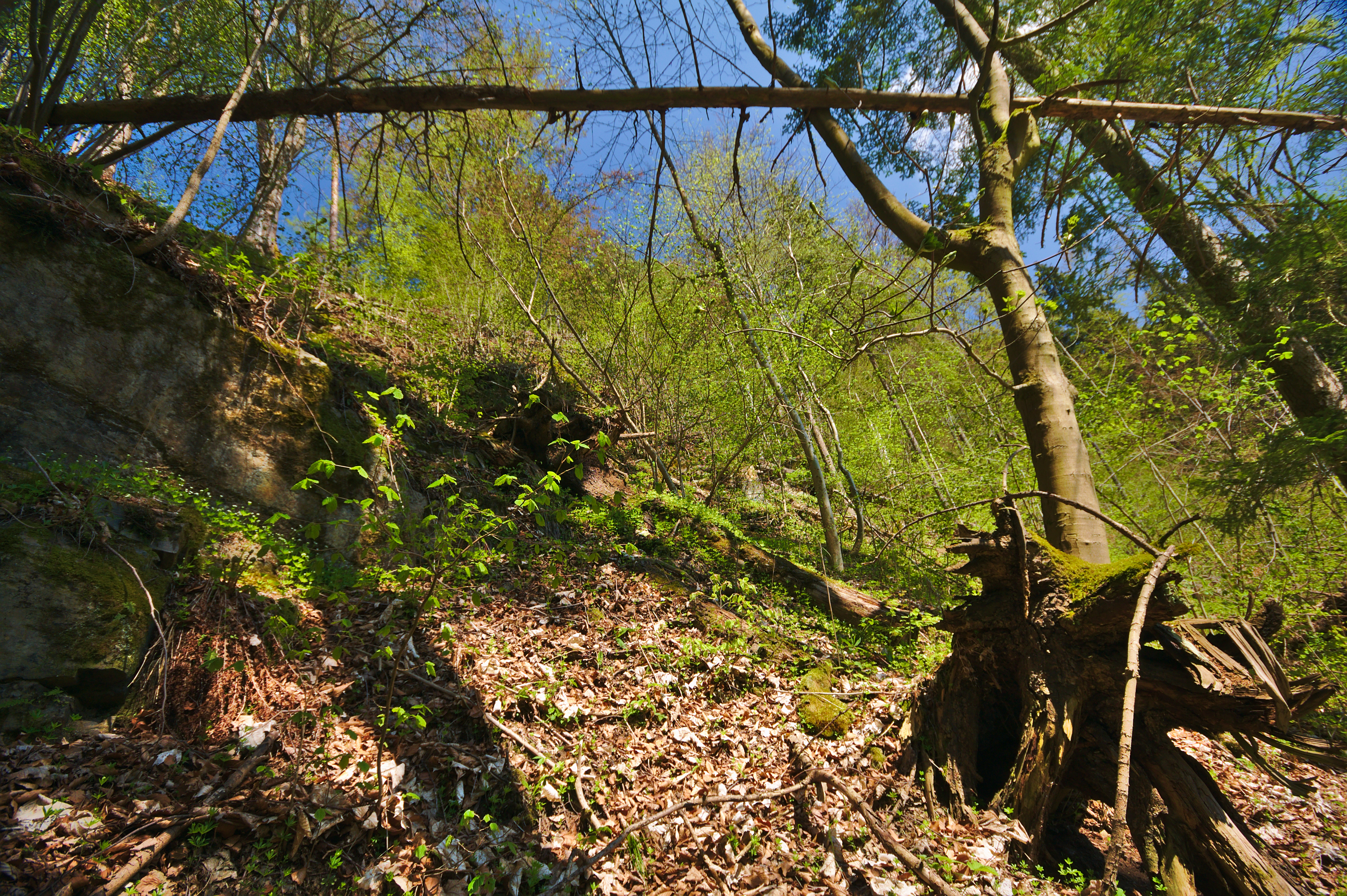
Přírodní památka Dědkovo